# Waldemar Gawlik
Waldemar Stanisław Gawlik (ur. 4 stycznia 1947 w Szastarce) – polski aktor teatralny. W latach 1971–1976 adept, a od 1976 roku aktor i inspicjent Teatru Żydowskiego w Warszawie.
W 1976 roku zdał egzamin eksternistyczny dla aktorów dramatu w Warszawie.

## Odznaczenia
- Krzyż Kawalerski Orderu Odrodzenia Polski – 2005[1]

## Kariera
| Aktor teatralny Teatr Żydowski w Warszawie - 2008: W nocy na starym rynku. Gorączka jesiennej nocy - 2006: Tradycja - 2006: Dla mnie bomba - 2006: Zaczarowany krawiec - 2006: Sen o Goldfadenie - 2005: Żyć, nie umierać! - 2005: Publiczność to lubi - 2004: Między dniem a nocą - 2003: Królewna Śnieżka - 2002: Kopciuszek - 2002: Skrzypek na dachu - 2002: Cud Purymowy - 2001: Monisz czyli szatan... - 2000: Kamienica na Nalewkach - 1999: Joszke Muzykant - 1998: ...I stał się cud - 1997: Ballada o brunatnym teatrze - 1995: Kto jest kto - 1995: Uriel Akosta - 1994: Błądzące gwiazdy - 1994: Swat w zielonym szaliku - 1993: My żydzi polscy - 1992: Trubadur z Galicji - 1991: Gdybym był bogaczem - 1990: Dybuk - 1985: Wielka wygrana - 1984: Sen o Goldfadenie - 1984: Rabin i błazen - 1981: Poszukiwacze złota - 1980: Jakub i Ezaw - 1978: Planeta Ro - 1977: Spadkobiercy - 1976: Dwaj Kunie-Lemł - 1976: Zmierzch - 1973: Dybuk - 1972: Było niegdyś miasteczko - 1972: Wielka wygrana | Aktor filmowy - 2001: Przedwiośnie - 1991: Cheat - 1986: Bohater roku - 1984: Kim jest ten człowiek - 1983: The Winds of War - 1982: Austeria - 1979: Komedianci - 1979: Gwiazdy na dachu - 1979: Dybuk - 1979: Doktor Murek - 1977: Palace Hotel - 1976: Polskie drogi - 1975: Moja wojna, moja miłość - 1973: Sanatorium pod Klepsydrą Teatr Telewizji - 2000: Kamienica na Nalewkach - 1998: Dokument podróży Użyczył głosu - 2001: Uprising |